# 宮本悟
宮本 悟（みやもと さとる、1970年 - ）は、日本の政治学者（北朝鮮政治・外交、政軍関係論、安全保障論、国際政治学専攻）。聖学院大学政治経済学部教授。
大阪府生まれ。同志社大学法学部卒業。ソウル大学校大学院政治学研究科修士課程修了、政治学修士取得。神戸大学大学院法学研究科博士後期課程修了、博士（政治学）取得。神戸大学大学院では五百旗頭真に師事。 

## 学歴
- 1988年3月 - 関西大倉高等学校卒業。
- 1992年3月 - 同志社大学法学部卒業。
- 1999年2月 - ソウル大学校大学院政治学研究科修士課程修了、政治学修士取得。
- 2005年3月 - 神戸大学大学院法学研究科博士後期課程修了、博士（政治学）の学位を取得[1]。

## 職歴
- 2006年4月 - 日本国際問題研究所研究員
- 2009年4月 - 聖学院大学総合研究所准教授
- 2013年4月 - 聖学院大学基礎総合教育部准教授
- 2014年6月 - 法政大学大学院公共政策研究科非常勤講師
- 2016年4月 - 聖学院大学政治経済学部教授
- 2018年4月 - 東京大学先端科学研究センター客員研究員
- 2022年4月 - 早稲田大学地域・地域間研究機構国際和解学研究所招聘研究員
- 2023年4月 - 東京大学先端科学技術研究センター客員上級研究員
- 2023年10月 - 日本学術会議連携会員

## 著書

### 単著
- 『北朝鮮ではなぜ軍事クーデターが起きないのか?　政軍関係論で読み解く軍隊統制と対外軍事支援』（潮書房光人社、2013年）

### 共著
- 中川雅彦編『朝鮮社会主義経済の現在』（アジア経済研究所、2009年）
- 中川雅彦編『朝鮮労働党の権力後継』（アジア経済研究所、2011年）
- Takashi Inoguchi ed., Japanese and Korean Politics: Alone and Apart from Each Other, (Palgrave Macmillan, 2015)
- 猪口孝編『日本と韓国: 互いに敬遠しあう関係』（原書房、2015年）
- 木宮正史編『朝鮮半島と東アジア(シリーズ　日本の安全保障6)』（岩波書店、2015年）
- 川上高司編『「新しい戦争」とは何か-方法と戦略-』（ミネルヴァ書房、2015年）